# Керін Політо
Керін Політо (англ. Karyn Polito; нар. 11 листопада 1966, Шрусбері, Массачусетс) — американська політична діячка, віцегубернаторка Массачусетсу з 2015 до 2023 р. Член Республіканської партії.
У 1988 році здобула ступінь бакалавра в Бостонському коледжі, а у 1991 р. — ступінь магістра в Школі права Нової Англії. Політо працювала у сфері нерухомості, була членом міської ради Шрусбері. З 2001 по 2011 рр. вона входила до Палати представників штату Массачусетс. У 2010 р. Політо невдало балотувалася на посаду казначея Массачусетсу.
Одружена, має двох дітей.